# Дзеневредо
Дзеневрѐдо (на италиански: Zenevredo, на местен диалект: Zanavrè, Дзанавре) е село и община в Северна Италия, провинция Павия, регион Ломбардия. Разположено е на 204 m надморска височина. Населението на общината е 486 души (към 2017 г.).